# Rappresentanti permanenti per l'Italia alle Nazioni Unite
Il capo della Rappresentanza Permanente d'Italia presso Nazioni Unite è il capo della missione diplomatica della Repubblica Italiana presso l'Organizzazione delle Nazioni Unite in New York.
L'incarico ha inizio il 14 dicembre 1955, giorno dell'ingresso dell'Italia nell'organizzazione (dal 1952 era membro osservatore). Di norma viene incaricato un diplomatico italiano con il grado di ambasciatore e si occupa di tutti i programmi, i fondi, gli uffici e le commissioni in cui la nazione viene rappresentata, in particolare presso l'Assemblea Generale.

## Elenco
| Nome                         | Mandato        |
| ---------------------------- | -------------- |
| Luciano Mascia               | 1950-1951      |
| Gastone Guidotti             | 1951-1953      |
| Alberico Casardi             | 1953-1956      |
| Leonardo Vitetti             | 1956–1958      |
| Egidio Ortona                | 1958-1961      |
| Vittorio Zoppi               | 1961-1964      |
| Piero Vinci                  | 1964-1973      |
| Eugenio Plaja                | 1973-1975      |
| Piero Vinci                  | 1975-1979      |
| Umberto La Rocca             | 1979-1984      |
| Maurizio Bucci               | 1984-1988      |
| Giovanni Migliuolo           | 1988-1989      |
| Vieri Traxler                | 1989-1993      |
| Francesco Paolo Fulci        | 1993-1999      |
| Sergio Vento                 | 1999-2003      |
| Marcello Spatafora           | 2003-2008      |
| Giulio Terzi di Sant'Agata   | 2008-2009      |
| Cesare Maria Ragaglini       | 2009-2013      |
| Sebastiano Cardi             | 2013-2018      |
| Maria Angela Zappia Caillaux | 2018-2021      |
| Maurizio Massari             | 2021-in carica |